# Eispohl, Sandwehen und Heideweiher
Eispohl, Sandwehen und Heideweiher ist der Name eines Naturschutzgebietes in den Ortsteilen Lüssum-Bockhorn und Farge des Stadtteiles Blumenthal der Stadtgemeinde Bremen.

## Allgemeines
Das zum 1. Juli 1988 als „Eispohl/Sandwehen“ ausgewiesene Naturschutzgebiet war zunächst 12,5 Hektar groß. Zum 25. März 2014 wurde es zu dem circa 35,4 Hektar großen Naturschutzgebiet „Eispohl, Sandwehen und Heideweiher“ erweitert. Hierbei wurden vorher unter Landschaftsschutz stehende Flächen in das Naturschutzgebiet einbezogen. Das 23 Hektar große, 2004 ausgewiesene FFH-Gebietes „Heide und Heideweiher auf der Rekumer Geest“, liegt vollständig innerhalb des Geltungsbereichs der Naturschutzverordnung. Das Naturschutzgebiet ist im Naturschutzbuch der Stadtgemeinde Bremen unter der Nummer 8 eingetragen. Zuständige Naturschutzbehörde ist der Senator für Umwelt, Bau und Verkehr.

## Beschreibung
Das Schutzgebiet stellt den Rest einer ehemals aus weitläufigen Heideflächen und Dünen bestehenden Geestlandschaft unter Schutz, die sich zwischen Neuenkirchen, Schwanewede und Lüssum erstreckte. Die Landschaft entstand durch Beweidung, überwiegend mit Schafen. Die Heideflächen wurden auch für den Plaggenhieb genutzt.
Im Naturschutzgebiet sind Eichenmischwälder, Buchenwälder und Birken-Kiefernwälder, Wald- und Gebüschzonen, Heideflächen unterschiedlicher Feuchtegrade, Magerrasen und im Westen eine größere Grünlandfläche zu finden. Das Grünland wird extensiv beweidet, die Waldzonen dienen teilweise als Waldweide. Weiterhin befinden sich mehrere Heideweiher, Eispohl und Katzenpohl im ursprünglich unter Naturschutz gestellten Bereich, sowie mit Farger Heideweiher, Sandpohl und Grünlandblänke weitere kleine Stillgewässer und Blänken im nordwestlich daran angrenzenden Bereich im Naturschutzgebiet. Einige der Kleingewässer sind aus Bombentrichtern aus dem Zweiten Weltkrieg entstanden. Der Eispohl hat seinen Namen von seiner Nutzung: Vor dem Ersten Weltkrieg wurden im Winter große Eisstücke aus dem zugefrorenen Weiher herausgesägt und für die Kühlung des Bieres der Rönnebecker Brauerei genutzt.

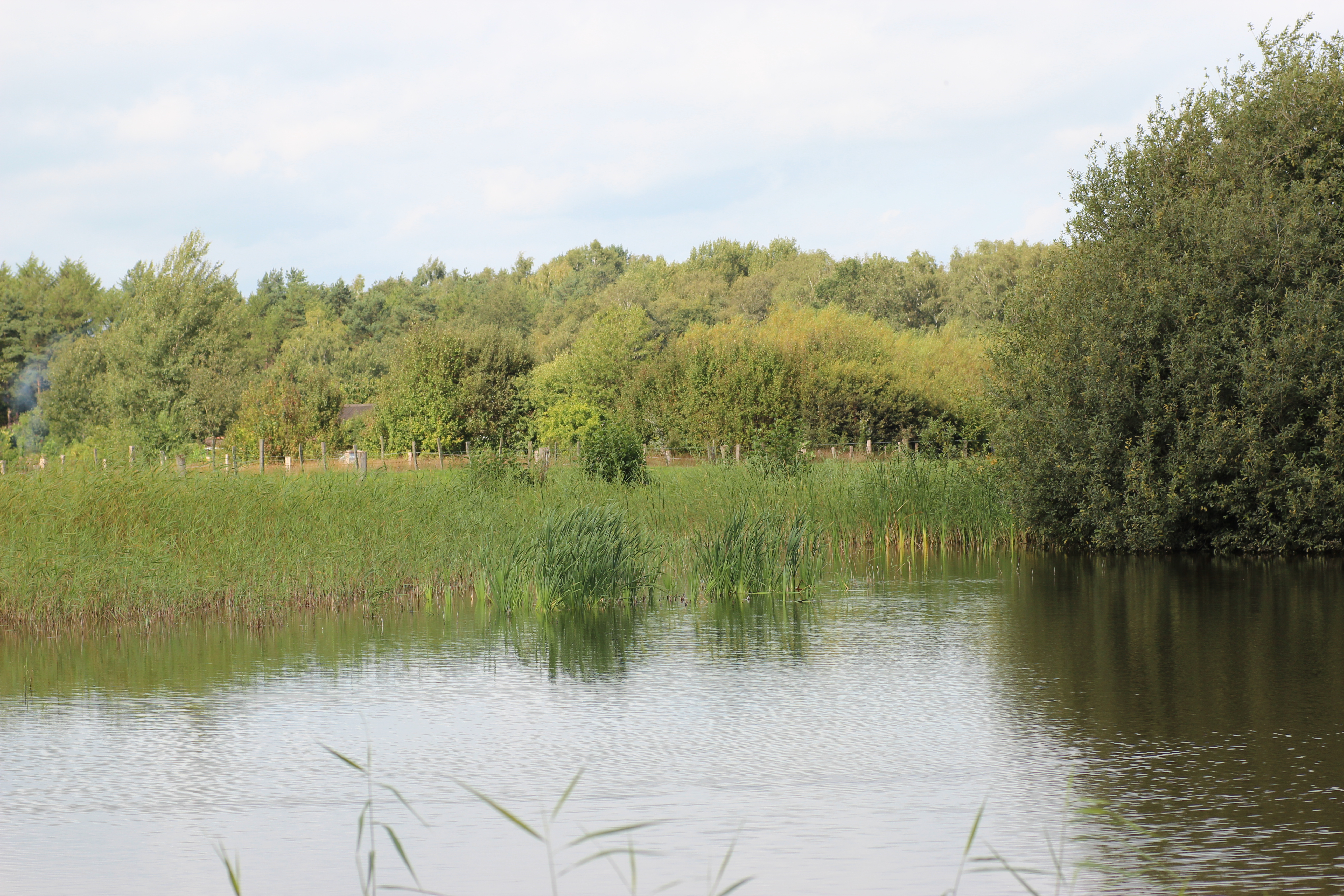
Der Eispohl

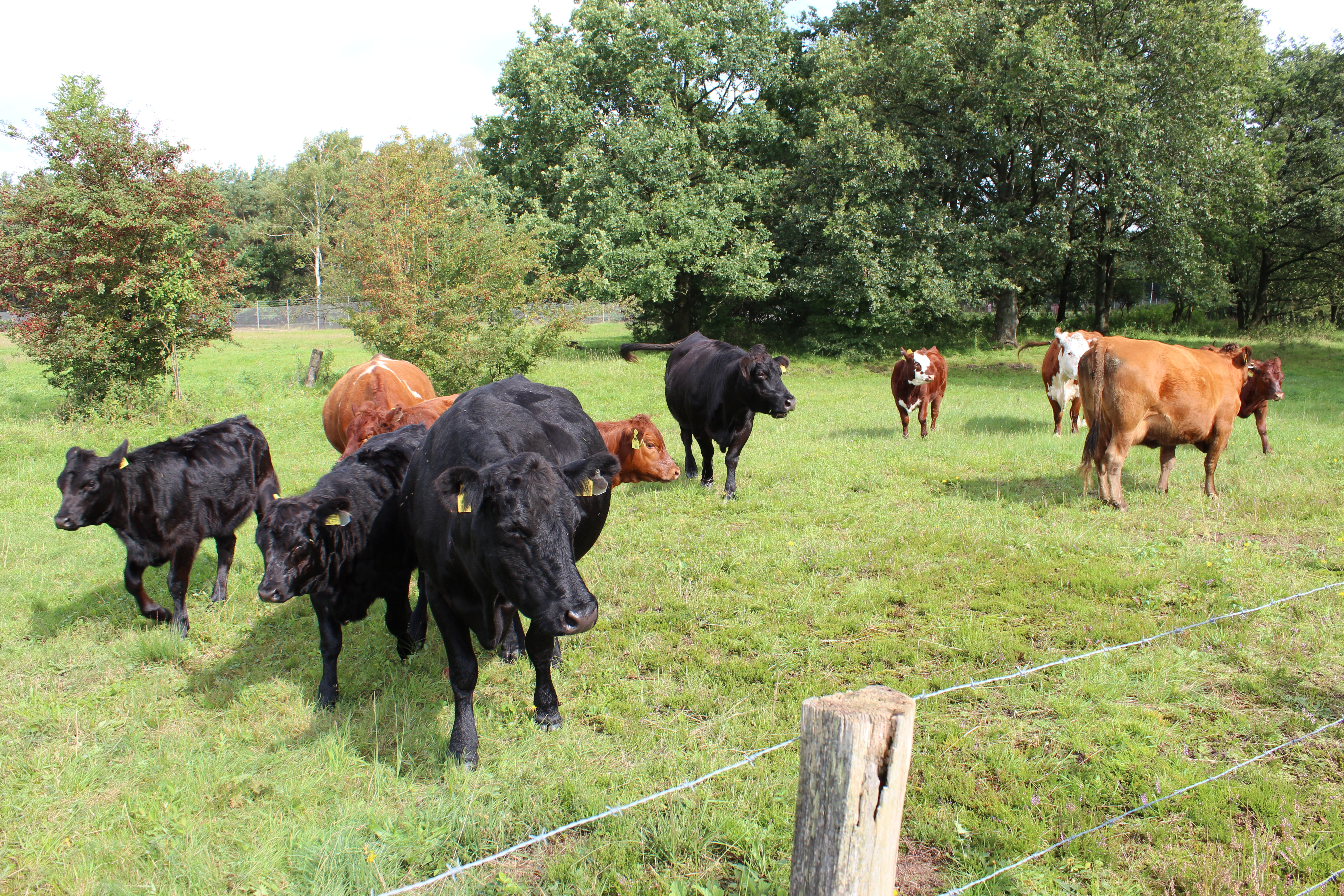
Beweidung mit Rindern

Die Gewässer sind Lebensraum von Erdkröte und Grasfrosch, aber auch Moorfrosch und Knoblauchkröte kommen hier ebenso vor wie Teichmolch und Kammmolch. Auch Wald- und Zauneidechse sind im Naturschutzgebiet heimisch. Weiterhin leben hier rund 25 verschiedene Libellenarten, darunter verschiedene Azurjungfern, Mosaikjungfern und Heidelibellen sowie die im Bremer Gebiet seltenen Königslibellen, Smaragdlibellen und Moosjungfern, darunter Große Moosjungfer und Nordische Moosjungfer. Insekten sind außerdem durch verschiedene Wildbienen, Grab- und Wegwespen vertreten, die auf trockene und warme Lebensräume angewiesen sind. Auch Sandlaufkäfer und Ameisenjungfern sind hier heimisch. Magerrasen und Heiden sind Lebensraum von Heuschrecken, darunter die Blauflügelige Ödlandschrecke, Schmetterlingen und Spinnen. Die Wälder im Bereich der Sandwehe sind u. a. Lebensraum von Wespenbussard und Kolkrabe sowie verschiedenen Spechten.
Im Naturschutzgebiet siedeln an offenen Standorten auf trockenen Dünenbereichen u. a. Silbergras-Pionierrasen und Kleinschmielenrasen mit Silbergras, Sandsegge, Schafschwingel, Bergsandglöckchen, Kleinem Vogelfuß, Hasenklee und Besenheide sowie selten auch Behaartem Ginster. Feuchtere Standorte werden von Feucht- und Moorheiden eingenommen. Hier sind z. B. Torfmoose, Pfeifengras, Glockenheide, Lungenenzian sowie Rundblättriger und Mittlerer Sonnentau sowie in den Uferbereichen auch Weißes und Braunes Schnabelried, Hirsesegge und Fadenbinse zu finden, außerdem kommen Gilb- und Blutweiderich vor. In den Gewässern siedeln Kleiner Wasserschlauch, Reinweißer Wasserhahnenfuß, Wasserlobelie, Braunes Schnabelried sowie Strandlings-Flachwasserrasen.
Durch Teile des Naturschutzgebietes verlaufen Wege, die betreten werden dürfen. Ein Teil des Naturschutzgebietes liegt im Bereich des Tanklagers Farge.